# 波氏翎電鰻
波氏翎電鰻（學名：Apteronotus bonapartii），為輻鰭魚綱電鰻目線翎電鰻科的其中一種，為熱帶淡水魚，分布於南美洲亞馬遜河流域，體長可達27公分，棲息在底中層水域，生活習性不明，可做為觀賞魚。

## 扩展阅读
維基物種上的相關：波氏翎電鰻